# Campeonato Mundial de Badminton de 2014
O Campeonato Mundial de Badminton de 2014 foi a 21º edição do torneio realizado em Copenhague, Dinamarca, de 25 de agosto a 31 de agosto de 2014. O campeonato foi realizado no Ballerup Super Arena.

## Resultados
| Evento            | Ouro                                       | Prata                                     | Bronze                                                                                  |
| ----------------- | ------------------------------------------ | ----------------------------------------- | --------------------------------------------------------------------------------------- |
| Simples masculino | Chen Long · China                          | Lee Chong Wei · Malásia                   | Viktor Axelsen · Dinamarca Tommy Sugiarto · Indonésia                                   |
| Duplas masculinas | Ko Sung-Hyun Shin Baek-Cheol Coreia do Sul | Lee Yong-Dae Yoo Yeon-Seong Coreia do Sul | Kim Ki-Jung · Kim Sa-Rang · Coreia do Sul Mathias Boe · Carsten Mogensen · Dinamarca    |
| Simples feminino  | Carolina Marín · Espanha                   | Li Xuerui · China                         | Minatsu Mitani · Japão Pusarla Venkata Sindhu · Índia                                   |
| Duplas femininas  | Tian Qing · Zhao Yunlei · China            | Wang Xiaoli · Yu Yang · China             | Lee So-Hee · Shin Seung-Chan · Coreia do Sul Reika Kakiiwa · Miyuki Maeda · Japão       |
| Duplas mistas     | Zhang Nan · Zhao Yunlei · China            | Xu Chen · Ma Jin · China                  | Liu Cheng · Bao Yixin · China Joachim Fischer Nielsen · Christinna Pedersen · Dinamarca |

## Quadro de medalhas
| Ordem | País          | Medalha de ouro | Medalha de prata | Medalha de bronze | Total |
| ----- | ------------- | --------------- | ---------------- | ----------------- | ----- |
| 1     | China         | 3               | 3                | 1                 | 7     |
| 2     | Coreia do Sul | 1               | 1                | 2                 | 4     |
| 3     | Espanha       | 1               | 0                | 0                 | 1     |
| 4     | Dinamarca     | 0               | 0                | 3                 | 3     |
| 5     | Japão         | 0               | 0                | 2                 | 2     |
| 6     | Indonésia     | 0               | 0                | 1                 | 1     |
| 6     | Índia         | 0               | 0                | 1                 | 1     |
| Total | Total         | 5               | 4                | 10                | 19    |

## Ligações Externas
- Sítio oficial